# 대한민국 민사소송법 제26조
대한민국 민사소송법 제26조는 소송목적의 값의 산정에 대한 민사소송법조문이다.

## 조문
제26조(소송목적의 값의 산정) (1) 법원조직법에서 소송목적의 값에 따라 관할을 정하는 경우 그 값은 소로 주장하는 이익을 기준으로 계산하여 정한다.

(2) 제1항의 값을 계산할 수 없는 경우 그 값은 민사소송등인지법의 규정에 따른다.

## 판례
- 소장에 소송물가액에 따라 일정한 비율의 인지를 첩부하도록 하는 것은 재판청구권을 침해하거나 헌법상의 평등의 원칙에 위배되지 않는다[1]
- 국가를 상대로 낙찰자지위확인을 구하는 소는 소가를 산출할 수 없는 재판권상의 소이다[2]
- 소액사건이 소 제기 후에 그 목적물의 시가가 상승하였다고 하더라도, 그 사건을 소액사건으로 취급하는데 지장이 없다[3]
- 단독사건에 대하여 지방법원 합의부에 항소가 제기된 후 그 항소심에서 합의부의 사물관할에 속하는 청구로 확정이 되었다하여도 관할에는 영향이 없고, 그 항소심에서 확장된 청구에 대하여 심판을 하였다 하여 위법이 있다고 할 수 없다[4].
- 특정부동산에 설정된 근저당권등기의 말소를 구하는 소송에 있어서의 소가는 일응 그 피담보채권액에 의할 것이나 그 근저당권이 설정된 당해 부동산의 가격이 피담보채권액보다 적을 때는 부동산의 가격이 소가산정의 기준이 된다[5]
- 작위나 부작위 명령을 구하는 소송에 있어서의 소가는 작위나 부작위 자체의 소가가 아니고 그 작위나 부작위의 명령을 받음으로써, 원고가 받는 이익을 표준으로 하여 소가를 산정하여야 한다[6]
- 소가의 산정에 관한 민사소송법 제26조, 민사소송 등 인지법(이하 ‘인지법’이라고만 한다) 제2조 제1항, 제3항, 민사소송 등 인지규칙(이하 ‘인지규칙’이라고만 한다) 제6조, 제7조의 각 규정 내용, 특히 주주대표소송의 소가 산정에 관한 인지법 제2조 제4항, 인지규칙 제15조 제1항, 제18조의2 단서의 각 규정 내용 및 항소장·상고장에 붙여야 할 인지액의 산정에 관한 인지법 제3조, 인지규칙 제25조의 각 규정 내용 등을 종합하여 보면, 주주대표소송에서 패소한 피고가 항소·상고하는 경우에도 그 상소심의 소송목적의 값은 여전히 5,000만 100원으로 봄이 상당하다.